# Перша битва при Віллер-Бретонне
Перша битва при Віллер-Бретонне (англ. First Battle of Villers-Bretonneux) — битва, що відбулася в ході проведення кайзерівськими військами операції «Міхаель», частина весняного наступу Німеччини на Західному фронті. Наступ розпочався проти британських 5-ї та 3-ї армій на Соммі, з метою вибити британські та французькі війська з підготовлених позицій на північному берегу Сомми. Захоплення Вілле-Бретонне, поблизу Ам'єна, стратегічно важливого дорожнього та залізничного вузла, мало б наблизити німців до рубежів для подальшого артилерійського ураження важливих об'єктів противника. Наприкінці березня австралійські війська були перекинуті на південь з Бельгії як підкріплення для зміцнення лінії оборони, а на початку квітня німці розпочали атаку з метою захоплення Вілле-Бретонне. В результаті рішучої оборони британських та австралійських військ утримали позиції, але німці були близькі до успіху, якби не контратака 9-ї австралійської піхотної бригади та британських військ пізно вдень 4 квітня, що допомогли відновити оборону по зайнятому рубежі і не зупинити подальше просування німців на Ам'єн.

## Історія

### Передумови
На початку 1918 року, після капітуляції Російської імперії, завершення боїв на Східному фронті дозволило німцям перекинути значну кількість людських сил та техніки на Західний фронт. Оскільки загальне становище німців виглядало слабким, німецький командувач Еріх Людендорф вирішив перейти в наступ. 21 березня 1918 року було розпочато операцію «Міхаель», метою якої було завдавання удару по найслабшій частині британських оборонних ліній вздовж річки Сомма. До 5 квітня німці прорвали британську оборону на глибину до 60 км. 28 березня Людендорф змінив напрямок головного удару, змістивши його на Аррас, і цього разу силами 29 дивізій намагався розтрощити 3-тю британську армію. Однак, спроби 17-ї польової армії розвинути наступ на Аррас з метою сприяння 6-й та 4-й арміям, що готувалися до наступної фази операції на річці Ліс, виявилися марними. Було розпочато ще дві операції, одна поблизу Арментьєра, інша поблизу Реймса. Всі три операції зрештою були зупинені союзниками.

### Битва
Наприкінці березня 1918 року німецька армія просунулася до життєво важливої залізничної станції в Ам'єні, відтісняючи британські війська назад до міста Віллер-Бретонне. 29 березня генерал-лейтенант Джон Монаш, тодішній командир 3-ї австралійської дивізії в Бельгії, виділив 9-ту австралійську піхотну бригаду (що складалася з чотирьох батальйонів) і відправив її на південь до Вілле-Бретонне, щоб запобігти прориву противником лінії між британською 5-ю армією (генерал Губерт Гоф, згодом генерал Генрі Сеймур Роулінсон) та французькою 1-ю армією (генерал Марі-Ежен Дебене), яка була розташована південніше. 30 березня німці атакували в напряму на Ле-Амель, і хоча їх було відкинуто, їм вдалося досягти успіхів навколо Ангард-Вуд. На своєму лівому фланзі французька 1-ша армія відступила, хоча в результаті успішно проведеної контратаки їй вдалося повернути значну частину втраченої території.
Через п'ять днів німці відновили наступ на Віллер-Бретонне, який тепер утримувала 9-та австралійська бригада під керівництвом полковника Генрі Годдарда. З північного заходу на південний схід лінію оборони утримували 14-та (легка) британська дивізія, 9-та австралійська бригада та 18-та (східна) британська дивізія. Австралійці стримували 9-ту Баварську резервну дивізію, а 18-та (східна) дивізія відбила напади підрозділів Імперської гвардійської ерзац-дивізії та 19-ї прусської дивізії.
4 квітня британська 14-та (легка) дивізія відступила під тиском 228-ї німецької дивізії в районі Ле-Амеля. 41-ша бригада була відкинута на 460 м «у деякому безладді», а потім відступила на хребет ще на 2,7 км назад, що залишило правий фланг 42-ї бригади оголеним. Однак того ж дня оборонні позиції північно-західніше Ле-Амеля було посилено завдяки прибуттю 15-ї австралійської бригади. Вдень німці відновили свої атаки та відкинули 18-ту (Східну) дивізію на півдні, після чого, здавалося, Віллер-Бретонне ось-ось впаде. Німці підійшли до міста на відстань до 400 м, але Годдард, наказав провести контратаку силами 36-го австралійського батальйону, підтриманого ротою 35-го батальйону та окремими британськими підрозділами. Просуваючись у поетапній серії коротких атак через окремі сектори, австралійці та британці відкинули дві німецькі дивізії назад до Монумент-Вуд, потім на північ від Лансер-Вуд, а потім примусили їх відступити з самого Віллер-Бретонне.

### Результати
Подальші бої навколо села відбулися пізніше того ж місяця під час Другої битви при Вілле-Бретонне. Атака на Вілле-Бретонне була останньою значною німецькою атакою в рамках операції «Міхаель» (відомої британцям як Перша битва на Соммі 1918 року). Після того, як німецькі війська не змогли досягти своїх цілей, Людендорф припинив наступ, щоб уникнути битви на виснаження.